# Bahai-tijdlijn
Deze pagina geeft een tijdlijn van de bábí- en bahai-religies en focust zich op de belangrijkste data. Voor een uitgebreidere chronologie zie de referenties aan het eind van dit artikel.

## Beknopte chronologie
1795
- Shaykhísme gestart door Ahmad.

1817
- 12 november, Bahá'u'lláh wordt geboren.

1819
- 20 oktober, de Báb wordt geboren.

1826
- Ahmad sterft en Kazim Rashti wordt benoemd tot leider van de Shaykhí-beweging.

1835
- 24 september-22 oktober, Bahá'u'lláh huwt Navváb.

1843
- Siyyid Kázim overlijdt. Vóór zijn dood geeft hij zijn leerlingen, met inbegrip van Mullá Husayn, de instructie de Beloofde, de Mahdi, te vinden.

1844
- 23 mei, de Báb verklaart zijn missie aan Mullá Husayn in Shiraz, Iran.
- 23 mei, 'Abdu'l-Bahá wordt geboren bij Navváb en Bahá'u'lláh.

1847
- Maart, de Báb wordt gevangengezet in Maku.

1848
- 10 april, de Báb wordt verplaatst naar de gevangenis van Chihriq.
- Juni-juli, de Conferentie van Badasht werd gehouden.
- 10 oktober Mullá Husayn en een groot aantal andere bábi-gelovigen worden belegerd op Fort Tabarsi.

1850
- 9 juli, de Báb wordt openbaar terechtgesteld in Tabriz.

1852
- September-december, Bahá'u'lláh in de Síyáh-Chál gevangenis in Teheran.

1853
- 12 januari, Bahá'u'lláh is verbannen uit Teheran naar Bagdad.

1854-1856
- Bahá'u'lláh trekt zich terug in de bergen van Suleimaniya.

1857
- De Verborgen Woorden worden geschreven door Bahá'u'lláh.

1861-1862
- Het Boek van Zekerheid wordt geschreven door Bahá'u'lláh in twee dagen en nachten (eind 1861 of begin 1862).

1863
- 21 april, Bahá'u'lláh verklaart "Hij dien God zal openbaren" te zijn in de Tuin van Ridván in Bagdad aan de vooravond van zijn verbanning naar Constantinopel (Istanboel).
- 12 december, Bahá'u'lláh wordt verbannen naar in Adrianopel (nu Edirne).

1865
- De Tafel van Ahmad wordt geschreven door Bahá'u'lláh.
- Arthur de Gobineau publiceert een boek over het bábisme in het Frans.

1867
- Bahá'u'lláh begint met het schrijven en verzenden van zijn brieven aan de koningen.

1868
- 5 augustus, Bahá'u'lláh en een grote groep volgelingen worden naar de strafkolonie van Akko, Palestina (nu Israël) gestuurd.
- 31 augustus, Bahá'u'lláh komt aan in `Akká.

1869
- Bahá'u'lláh stuurt een brief aan de sjah van Perzië, Naser ed-Din Kadjar, en de boodschapper, Badí', wordt gedood.

1870
- 23 juni, Mirzá Mihdí, de jongste zoon van Bahá'u'lláh, overlijdt nadat hij door een dakraam valt.

1873
- Bahá'u'lláh schrijft de Kitáb-i-Aqdas.

1886
- Navváb overlijdt.

1892
- 29 mei, Bahá'u'lláh sterft. In zijn testament wijst hij zijn oudste zoon 'Abdu'l-Bahá aan als opvolger.

1893
- 23 september, het bahai-geloof wordt genoemd op het World's Parliament of Religions in Chicago, de Verenigde Staten.

1894
- Thornton Chase is de eerste van vijf bahai-gelovigen in de Verenigde Staten dit jaar.

1897
- 1 maart, Shoghi Effendi, de achterkleinzoon van Bahá'u'lláh, wordt geboren.

1898
- De eerste westerse bahai-pelgrims komen aan in Akko.

1901
- De hoeksteen van de eerste bahai-tempel wordt gelegd in Asjchabad, Turkmenistan.

1903
- Meer dan 100 bahai-gelovigen worden gedood in de eerste grote vervolging van bahai-gelovigen van de eeuw in Yazd, Iran.

1908
- September, 'Abdu'l-Bahá wordt vrijgelaten na een levenslange ballingschap en gevangenschap op 64-jarige leeftijd.

1909
- 21 maart, de stoffelijke resten van de Báb worden na 59 jaren verborgen te zijn geweest, begraven in de graftombe van de Báb in Haifa, Israël.

1911
- Augustus-december, 'Abdu'l-Bahá reist door Europa en geeft toespraken. Hij doet steden aan als Londen, Bristol, en Parijs.

1912
- 11 april - 5 december, 'Abdu'l-Bahá reist door Noord-Amerika en geeft toespraken. Hij legt de hoeksteen van de geplande Noord-Amerikaanse bahai-tempel in Wilmette, Illinois.

1918
- 19 september, 'Abdu'l-Bahá wordt met de dood bedreigd, net voordat het Ottomaanse leger wordt verslagen in de Slag bij Megiddo.

1920
- 27 april, 'Abdu'l-Bahá wordt tot Ridder van de Orde van het Britse Rijk geslagen als erkenning voor zijn humanitaire werk tijdens de Eerste Wereldoorlog.

1921
- 28 november, 'Abdu'l-Bahá sterft in Haifa en benoemt Shoghi Effendi als de Behoeder in zijn testament.